# Herstedøster Sogn
Herstedøster Sogn ist eine Kirchspielsgemeinde (dän.: Sogn) in der Gemeinde Albertslund im Vorortbereich der dänischen Hauptstadt Kopenhagen. Bis 1970 gehörte sie zur Harde Smørum Herred im damaligen Københavns Amt. Mit der Auflösung der Hardenstruktur wurde das Kirchspiel in die Kommune Albertslund aufgenommen, diese blieb mit der Kommunalreform zum 1. Januar 2007 unverändert, gehört aber seitdem zur Region Hovedstaden.
Am 1. Januar 2023 lebten 9544 Einwohner im Kirchspiel, auf dem Gebiet der Gemeinde liegt die Herstedøster Kirke.
Nachbargemeinden sind im Süden Opstandelseskirkens Sogn und im Westen Herstedvester Sogn, sowie auf dem Gebiet der Ballerup Kommune im Norden Pederstrup Sogn, im Nordosten Skovlunde Sogn und im Osten auf dem Gebiet der Glostrup Kommune das Kirchspiel Glostrup Sogn.